# آی‌دی‌تی
آی‌دی‌تی (انگلیسی: IDT) شرکت مخابرات آمریکایی است، که در سال ۱۹۹۰ تأسیس شد.